# Vigilius von Trient

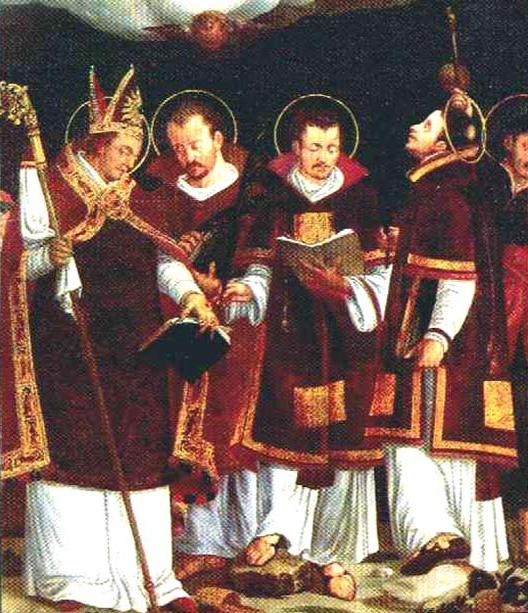
St. Vigilius (links) und seine Begleiter, Gemälde von 1583

Vigilius von Trient (* um 355 in Rom oder Trient; † vermutlich Juni 405 im Trentiner Rendenatal) war Bischof von Trient und wird von der Katholischen Kirche als Märtyrer und Heiliger verehrt. Er wirkte als Missionar vor allem im oberen Etschtal, bereiste auch die weitere Umgebung von Trient (bis südlich des Gardasees) und veranlasste die Errichtung zahlreicher Pfarren und Kirchenbauten. Als er im wilden Rendenatal eine Saturn-Statue zerstörte, erschlugen ihn empörte Einwohner mit Knüppeln und Holzschuhen.

## Leben und Legende

### Familie und Ausbildung
Vigils Vater ist namentlich nicht sicher bekannt (Theodosius nach manchen Quellen). Seine Mutter hieß Maxentia, seine Brüder Claudian und Magorian (398) gelten ebenfalls als Heilige. Vigilius kam mit seinen Eltern früh von Rom (dem vermutlichen Geburtsort) nach Trient, ergänzte aber seine theologisch-philosophische Ausbildung in Athen, wo sich offenbar eine Freundschaft mit Johannes Chrysostomos entwickelte, und später in Rom. Um das Jahr 380 kehrte er nach Trient zurück, wo seine Bildung und gleichzeitig Bescheidenheit Bewunderung erregten und man ihn 385 deshalb per Akklamation zum Bischof wählte.

### Missionstätigkeit als Bischof
Die Bischofsweihe erhielt Vigilius durch Valerian, den Oberhirten von Aquileia. Doch auch Ambrosius von Mailand wird in diesem Zusammenhang genannt, der die bischöflichen Insignien spendete und für den noch jungen Bischof ein väterlicher Freund wurde. Unter anderem überzeugte er Vigil, den Christen seines Wirkungsbereichs von der Heirat mit Nicht-Christen abzuraten, was der lokalen Entwicklung des Frühchristentums zugutekam. Ein schwieriges Problem war der Umgang mit der Kirchenspaltung durch die Arianer, von denen er in persönlichem Einsatz viele für die Katholische Kirche zurückgewann.
Die Überlieferung spricht von Vigils überzeugenden Predigten in den Regionen von Brescia und Verona, die englische Quellen auch als Gospel charakterisieren. Sie führten zur Gründung von etwa 30 neuen Gemeinden, für die er seine Diakone und Begleiter als Seelsorger einsetzte und später einige zu Bischöfen weihte. Drei seiner Missionare wurden nach relativ kurzer Evangelisation von nicht-christlichen Einheimischen getötet: der Diakon Sisinnius, der Ostiarius Alexander und der Lektor Martyrius (die drei Heiligen). Sisinnius und Alexander, die Vigil von Mailand mitgebracht hatte, stammten aus Kappadozien. Ihre Reliquien kamen nach Mailand und nach Konstantinopel, nachdem Vigil die Vorfälle an Simplicianus, den Nachfolger des hl. Ambrosius als Mailänder Bischof, und an Johannes Chrysostomos in Konstantinopel berichtet hatte. Wegen dieses Berichts sind die näheren Umstände des dreifachen Martyriums – im Gegensatz zu Vigils eigenem Tod – genau bekannt: Es war am 29. Mai 397 in Sanzeno im Nonstal (lateinisch Anaunia, italienisch Val di Non), einer Tallandschaft nordwestlich von Trient.
Vigilius war auch schriftstellerisch tätig. Bis heute erhalten ist sein Bericht De Martyrio SS. Sisinnii, Martyrii et Alexandri über den frühen Tod dreier seiner Mitarbeiter (siehe Literatur).

### Tod

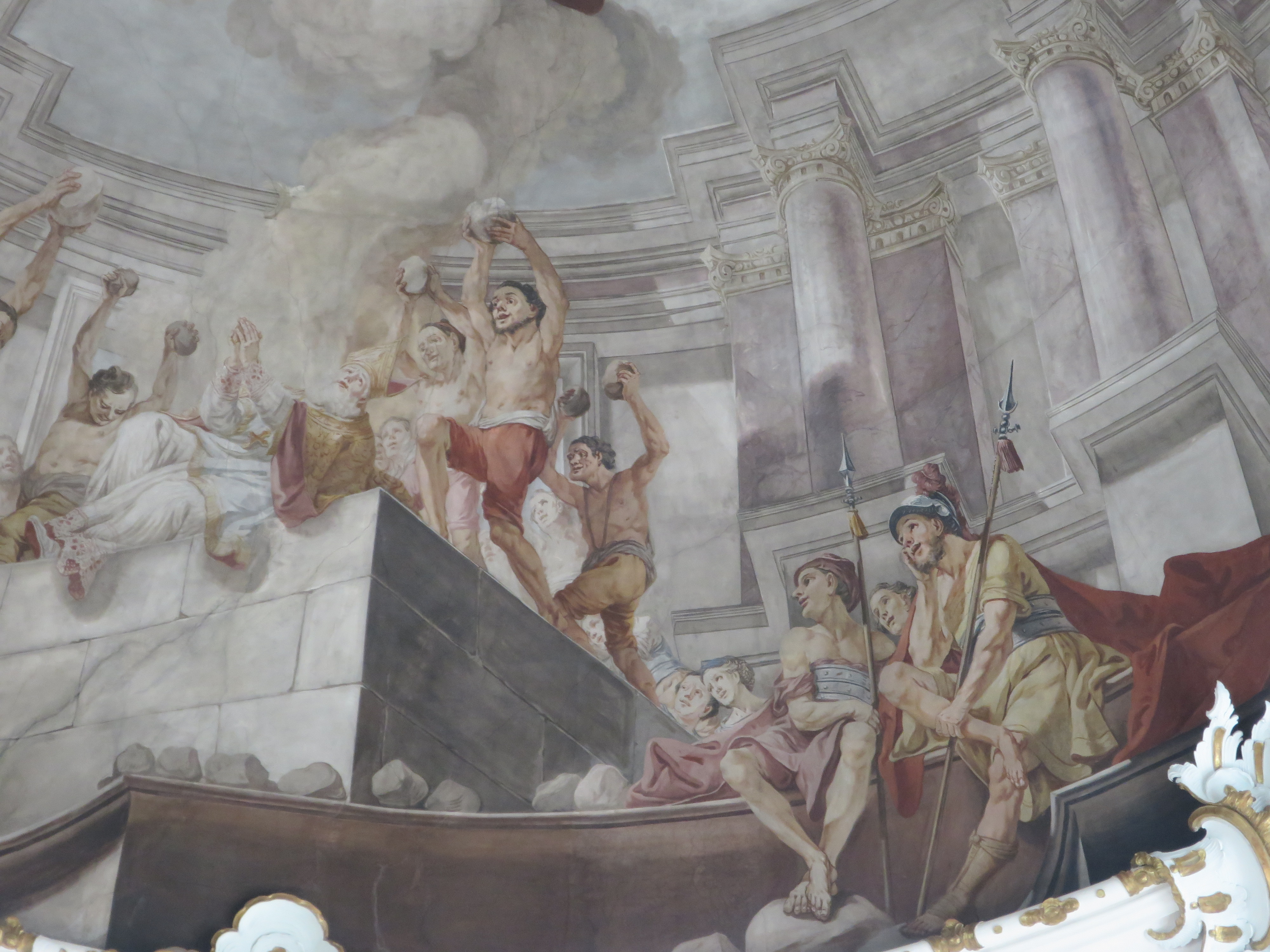
Martyrium des hl. Vigil, Fresko von Matthäus Günther in der Pfarrkirche St. Vigil, Enneberg (1782)

Viel Einsatz widmete Vigilius dem auch gewaltsamen Kampf gegen einheimische, nicht-christliche Kulte, was schließlich auch zu seinem Tod führen sollte: Zu Beginn des 5. Jahrhunderts zog er in Begleitung seiner Brüder und eines Priesters namens Julian in den „wilden Westen“ der Provinz Trient. Im Rendenatal begann Vigil, unter den Anhängern des Saturn-Kultes das christliche Evangelium zu verkünden. In Spiazzo feierte er der Legende nach einen christlichen Gottesdienst. Dabei zerstörte er den Saturn-Kultort, indem er die Saturn-Statue in den Fluss Sarca warf. Empörte Kultanhänger steinigten ihn (nach der Überlieferung auch mit schweren Holzschuhen). Vigils Leiche wurde zurück nach Trient gebracht und in der von ihm erbauten Kathedrale San Vigilio in Trient beigesetzt.

## Verehrung

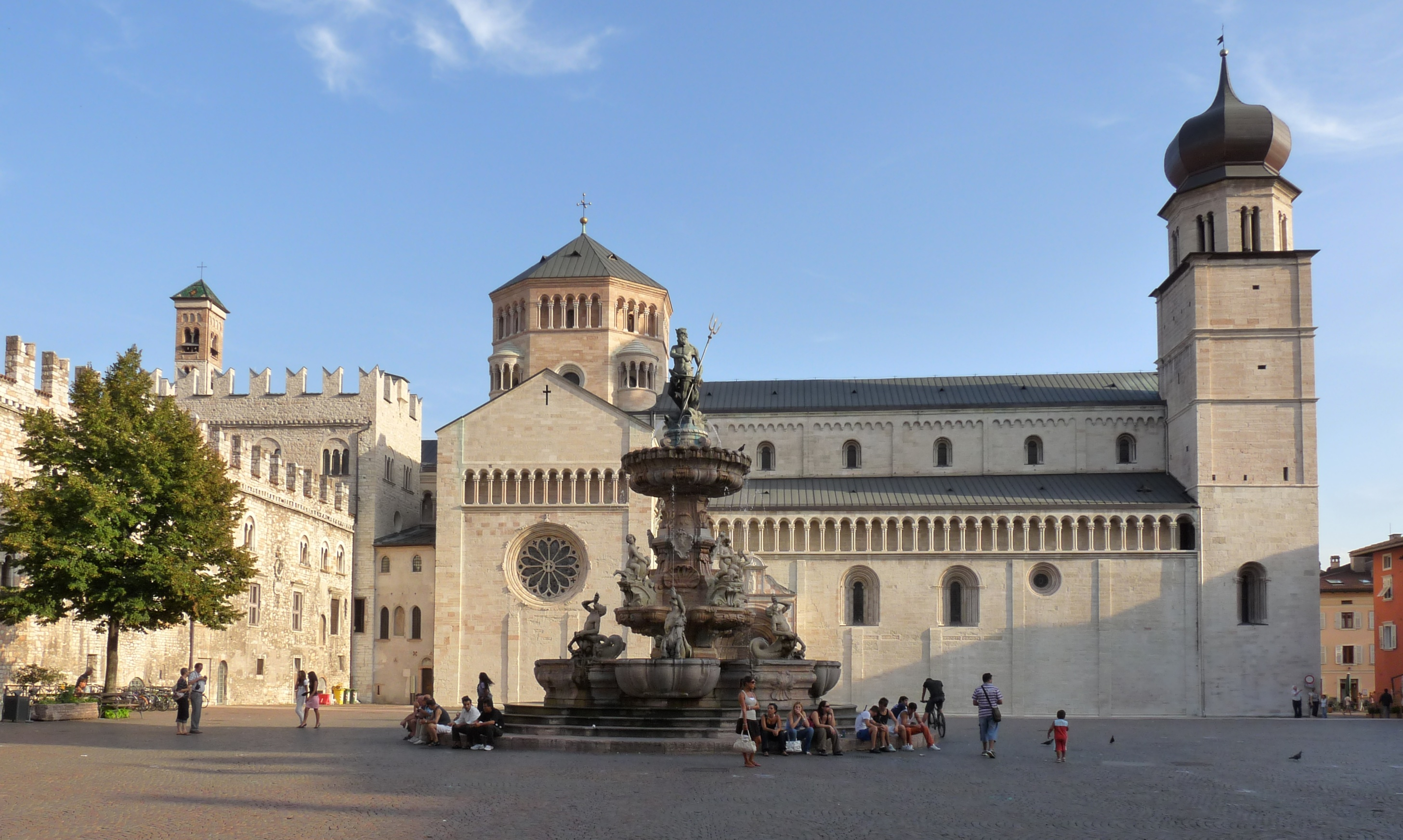
Kathedrale San Vigilio in Trient

### Entwicklung
Die Kunde dieser Ereignisse gelangte bald nach Rom, und Papst Innozenz I. übergab die Berichte über Vigils Martyrium an Kaiser Honorius, der sie auf eine militärische Strafexpedition mitnahm. Er dürfte beim Papst die formelle Kanonisierung gefördert haben (De canonisatione Sanctorum, Prato 1839), sodass mit Vigilius erstmals ein Märtyrer offiziell heiliggesprochen wurde, nachdem die im 3. Jahrhundert aufblühende Verehrung der Blutzeugen durch Cyprian von Karthago († 258) an gewisse Regeln und die päpstliche Zustimmung gebunden worden war.
Die Nachfolgerbischöfe im Tridentiner Bistum, weihte die Trienter Bischofskirche auf den Namen St. Vigil und musste sie wegen der rasch zunehmenden Verehrung bald vergrößern lassen. Der Kirchenbau wurde später im lombardisch-romanischen Stil erneuert und erinnert neben dem Vigil-Grab auch durch eine vom Südportal herab blickende Statue an den Landespatron. 1386 wurde die rechte Hand vom Leichnam getrennt und kam in ein kunstvolles Reliquiar.

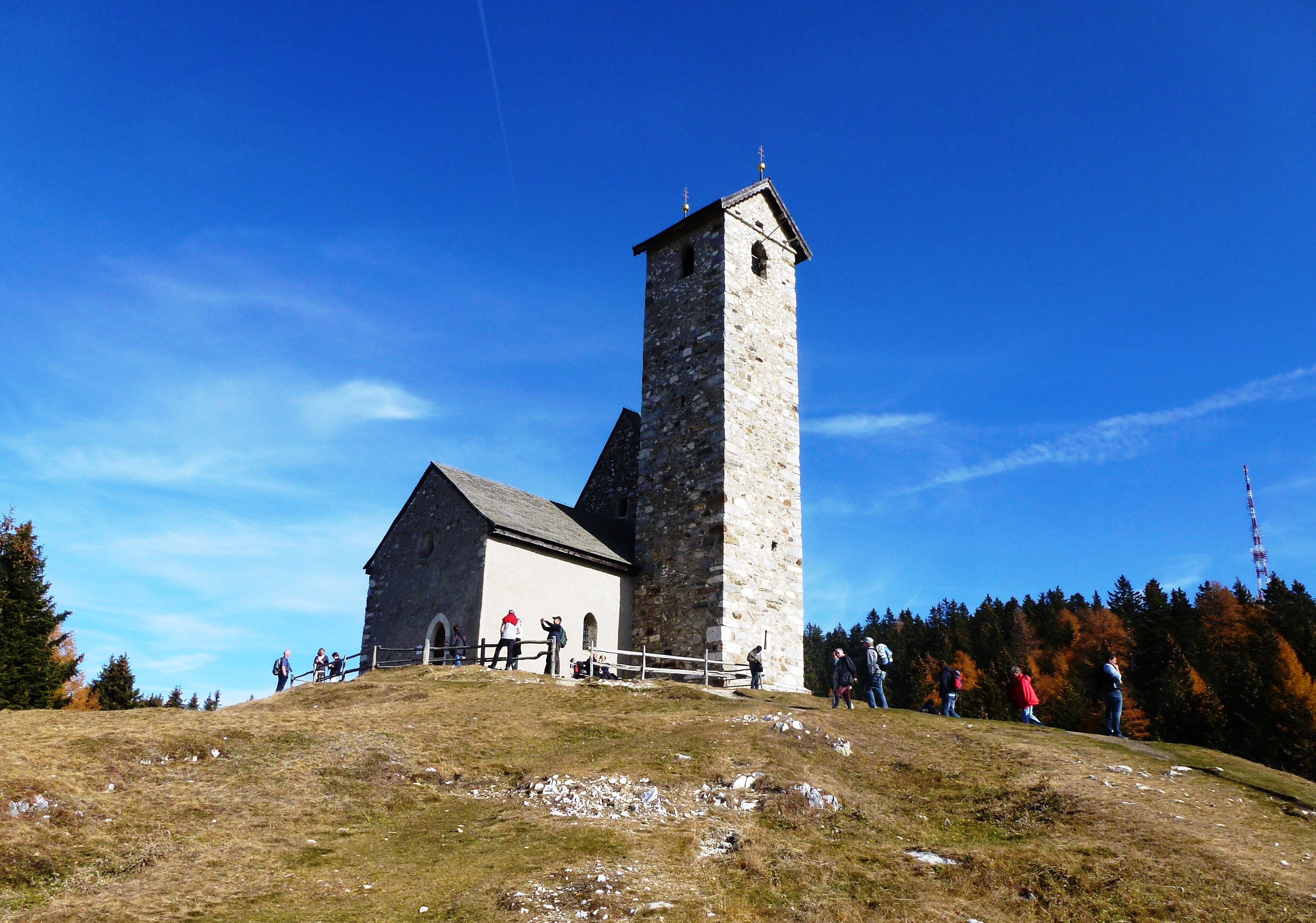
St. Vigil am Joch

### Patronate, Gedenktage und Brauchtum
Vigilius ist einer der Patrone von Südtirol und des Trentino sowie Patron der Bergwerke und ihrer Arbeiter (siehe auch Barbara). Er ist der Patron des Erzbistums Trient. Sein evangelischer und römisch-katholischer Gedenktag ist der 26. Juni, seine Attribute in künstlerischen Darstellungen sind der Bischofsstab und ein Holzschuh, mit denen er nach der Überlieferung zu Tode getroffen wurde.
Er wird heute besonders in Südtirol und im Trentino verehrt, wo es mehrere St. Vigil(ius)-Kirchen und einige Orte dieses Namens gibt. Der bekannteste von ihnen ist St. Vigil in Enneberg. Auch am Gardasee gibt es mit der Punta San Vigilio einen nach ihm benannten Ort.
Der Name Vigilius ist lateinisch und bedeutet „der Wachsame“. Die liturgische Bezeichnung „Vigil“ (von Weihnachten, von Ostern usw.) leitet sich ebenfalls von diesem Wort ab.
Die Angaben über das Geburtsjahr des Vigilius schwanken zwischen 353 und etwa 360, und auch seine Ermordung könnte knapp vor 405 gewesen sein, obwohl seine Amtszeit als Bischof meist mit 385 bis 405 angegeben wird. Diese auch bei anderen Persönlichkeiten häufige Unsicherheit liegt einerseits an der mündlichen Überlieferung, die in dieser turbulenten Zeit vorherrschte, andrerseits an der Jahreszählung, die erst später klarer festgelegt wurde.
Im 15. und 16. Jahrhundert ist eine Wallfahrt zu Ehren des sand Viligen, des Hl. Vigilius, bezeugt, die Pilger aus der Stadt Bozen gemäß einer 1470 vom Stadtrat verabschiedeten ordnung, wie man es mit der hochen kreuzvart gen Triend halten sol, jährlich nach Trient führte.
Als Namensfest wird allgemein der 26. Juni begangen, Vigils vermutlicher Todestag. Die Diözese Bozen-Brixen feiert das Fest ihrer beiden Patrone Kassian und Vigilius gemeinsam am zweiten Samstag nach Ostern, der meistens in den April fällt.

## Siehe auch

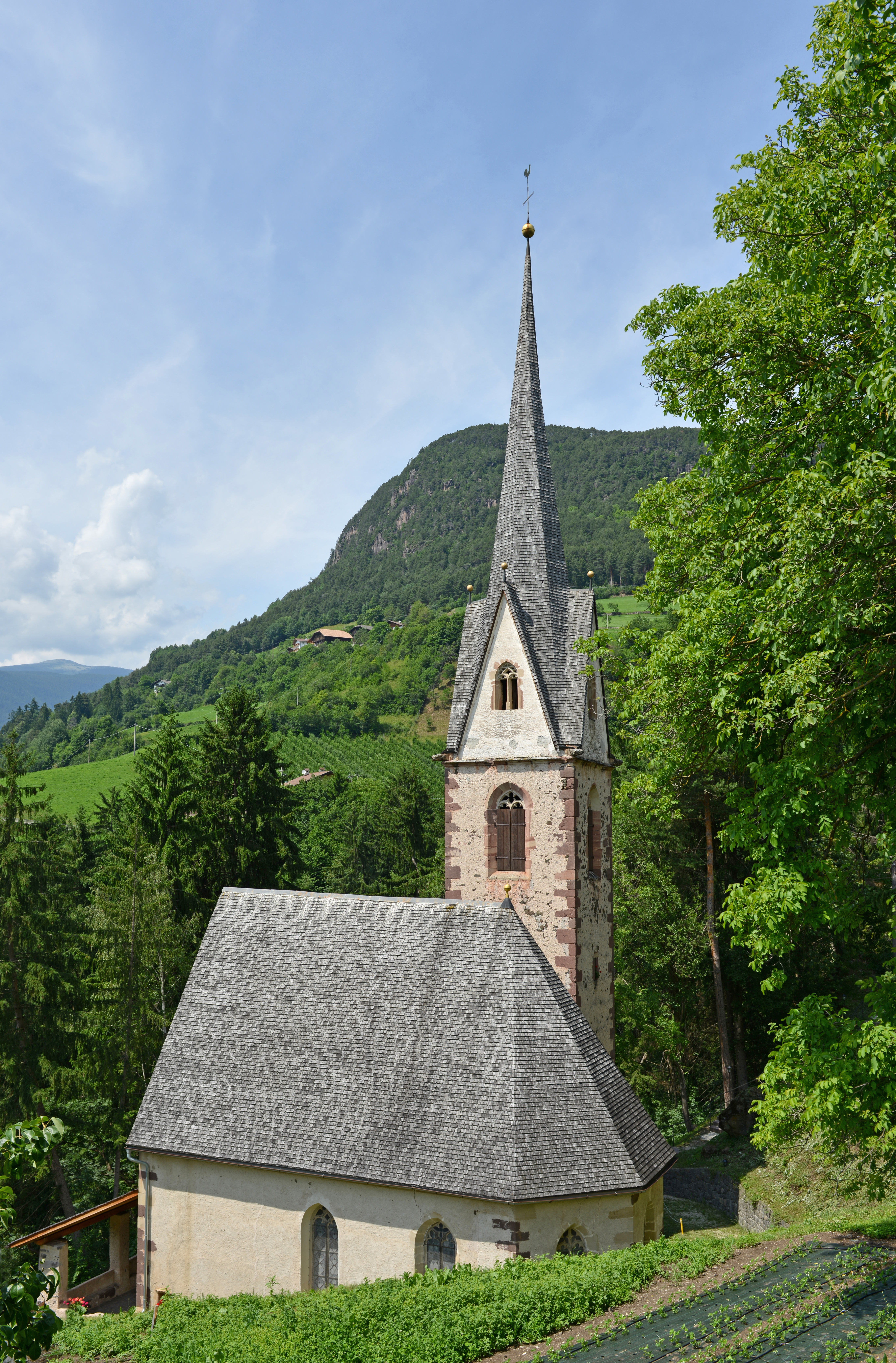
Die St.-Vigil-Kirche in Kastelruth